# هیبرالتس
هیبرالتس (به چکی: Hybrálec) یک منطقهٔ مسکونی در جمهوری چک است که در ناحیه ییهلاوا واقع شده‌است. هیبرالتس ۱۰٫۴۹ کیلومتر مربع مساحت و ۴۱۲ نفر جمعیت دارد و ۵۱۰ متر بالاتر از سطح دریا واقع شده‌است.